# Борівська сільська рада (Чернівецький район)
| Борівська сільська рада — колишній орган місцевого самоврядування у Чернівецькому районі Вінницької області з адміністративним центром у с. Борівка. Сільській раді були підпорядковані населені пункти: - с. Борівка - с-ще Степок - с-ще Трактове |

## Склад ради
Рада складалася з 24 депутатів та голови.

## Керівний склад сільської ради
| ПІБ                          | Основні відомості                                                                     | Дата обрання | Дата звільнення |
| ---------------------------- | ------------------------------------------------------------------------------------- | ------------ | --------------- |
| Сімонишина Майя Миколаївна   | Сільський голова, 1959 року народження, освіта, позапартійна                          | 26.03.2006   | 31.10.2010      |
| Чернов Олексій Володимирович | Сільський голова, 1973 року народження, освіта незакінчена вища, член Партії регіонів | 31.10.2010   |                 |

Примітка: таблиця складена за даними джерела